# خدع سكابان (مسرحية)
خدع سكابان (بالفرنسية: Les fourberies de Scapin)؛ هي مسرحية كوميدية مكتوبة من طرف موليير مقسمة إلى ثلاث فصول. وقدمت أول مرة في مسرح القصر الملكي فرنسا في 24 ماي 1671 .

خدع سكابان ممثلة قديما

## شخصيات
- سكابان (Scapin): خادم ليندر، مخادع.
- سيلفستر(Silvestre): خادم أوكتاف.
- أوكتاف(Octave): ابن أركونت ومغرم بإكنتين.
- ليندر(Léandre): ابن جيرونت ومغرم بزبرينت.
- إياسنت(Hyacinte): ابنة جيرنت ومغرمة بأوكتاف.
- زبرينت(Zerbinette): مغرمة بأوكتاف ظنوها مصرية ولكنها في الحقيقة ابنة أركونت.
- أركونت(Argante): أب أوكتاف وزيبرينت.
- جيرونت(Géronte): أب ليندر وإياسنت.
- نيرين(Nérine): مربية إكنتين.
- كارل(Carle): مخادع.
- حاملان اثنان.

## وصلات خارجية
- www.toutmoliere.net نسخة محفوظة 6 سبتمبر 2020 على موقع واي باك مشين.